# Boris Vansier
 (juillet 2015).
Si vous disposez d'ouvrages ou d'articles de référence ou si vous connaissez des sites web de qualité traitant du thème abordé ici, merci de compléter l'article en donnant les références utiles à sa vérifiabilité et en les liant à la section « Notes et références ».
Boris Vansier est un peintre suisse, né le 7 juin 1928 en Russie.
Ses premiers travaux révèlent tôt une préoccupation formelle visant à permettre l’organisation sur la toile des deux pôles de la peinture représentés par l’abstraction et la figuration. C’est par la mise en forme de ces deux extrêmes au moyen de la couleur et de la ligne que la peinture de Boris Vansier révèle de manière complètement personnelle ce que Vassily Kandinsky appelait la « nécessité intérieure ». 

## Biographie
Tôt arrivé à Genève, Boris Vansier y passe enfance et adolescence, périodes durant lesquelles il démontre puis confirme des aptitudes au dessin qui le conduisent naturellement à la peinture. En 1946, il part pour les États-Unis où il réside pendant deux ans comme étudiant, d'abord à New York où il suit des cours à Adelfly College Long Island, puis à Los Angeles où il s’inscrit au Chouinard Art Institute. 
Parallèlement, il fréquente l’Université de Californie en auditeur. En 1948, après un bref retour en Suisse, il repart s’installer à Montréal avec sa fiancée parisienne, Claude-Marie Plouvier, qu’il épouse alors. En 1949, naissent des jumeaux, Gérald et Daryll. Cette même année, alors qu’il expose quelques peintures dans une galerie d'art montréalaise, Boris Vansier rencontre le galeriste new-yorkais Henry Kleemann qui s’intéresse à son travail et lui offre sa première exposition personnelle à la Kleemann Gallery sur la 57e rue à New York. 
En 1950, c’est la galerie parisienne Ariel qui l’accroche à ses cimaises. En 1954, séparé, il quitte définitivement le Canada pour venir s’installer en France, d’abord à Cannes jusqu’en 1956, puis à Paris où il installe son atelier au 56, rue de la Convention dans le 15e arrondissement. Ce petit local d’à peine trente mètres carrés lui sert d’atelier et d’appartement. Boris Vansier découvre, non loin, Montparnasse dont il fréquente les grands cafés que sont La Coupole, Le Dôme, Le Select et La Rotonde où il rencontre les peintres, critiques d’art et galeristes de l’époque. 
David Lan-Bar et Raymond Hains, membres du Nouveau Réalisme, deviennent ses amis les plus proches. Il reste rue de la Convention jusqu’en 1960. Francis Bott, un peintre allemand rencontré à La Coupole, lui trouve un magnifique atelier au 21, avenue du Maine, toujours dans le 15e arrondissement, dans une impasse connue pour avoir accueilli dès les années 1930 de nombreux peintres importants. Il rencontre alors Frans Krajcberg et Gigi Guadagnucci dont les ateliers sont situés à proximité du sien. Cette même année il fait la connaissance de Pascale Honegger (née en 1932), fille du compositeur Arthur Honegger et de la pianiste Andrée Vaurabourg, et l'épouse. En 1961 naît leur fille Maude. Le couple se sépare en 1966. 
En 1962 Boris Vansier fait la connaissance de Pierre Restany qui réunit autour de lui le groupe des Nouveaux Réalistes. En 1964, Yves Klein le présente à Iris Clert qui organise en 1965 une première exposition intitulée « 30 portraits du général de Gaulle » qui est suivie d’une deuxième en 1969 au vernissage de laquelle assiste André Malraux alors ministre de la culture du général de Gaulle, président de la république. Durant cette époque, il fait également la connaissance de Jean Tinguely et Arman avec lesquels il entretient des liens d’amitié. Proche des Nouveaux Réalistes, et bien que Pierre Restany le lui ait proposé, il n’en signe en revanche pas le manifeste vis-à-vis duquel il souhaite garder son indépendance. 
Dès 1970, il s’établit à nouveau en Suisse où il rencontre Hiltrud Kratel, alias Jacqueline, en 1975. Le couple habite successivement à Genève puis dans le canton de Vaud à La Rippe, Arzier et Saint-Cergue. Boris Vansier poursuit dès lors une carrière féconde exposant en Suisse, France, Belgique, Israël et en Suède. Ses peintures sont présentes dans de nombreuses collections privées et publiques.

## Œuvre
Parmi les nombreuses caractéristiques qui singularisent la peinture de Boris Vansier, associant figuration et abstraction, on peut en retenir deux qui se retrouvent depuis les débuts, soit dès la fin des années 1940. La première concerne l’organisation de la surface peinte qui permet la cohabitation d’un sujet figuratif avec un environnement qui ne l’est pas par l’emploi d’un vocabulaire fondé sur la couleur et sa répartition sur la toile organisée par un réseau formel qui en assure la cohérence. À cet égard, on se reportera avec profit aux écrits théoriques de Vassily Kandinsky en particulier Point et ligne sur plan. La deuxième relève de l’utilisation de thèmes permettant le développement du discours pictural autour d’une idée objective sans qu’il ne s’y réduise toutefois. À cet égard, Boris Vansier pourrait faire sienne la maxime de Picasso qui disait « Je ne cherche pas, je trouve » dans la réalité d’une expression sans cesse renouvelée. 
Les thèmes qui jalonnent sa peinture se sont élargis après qu’il a traversé, entre la fin des années 1950 et le début des années 1960, une période marquée par sa contribution au mouvement de l’abstraction lyrique. On peut considérer cette période dans le parcours du peintre comme une étape nécessaire visant, par l’abandon de la forme objective, à la conquête de nouveaux territoires. Jusqu’alors contenue dans une forme qui demandait à se libérer, la peinture de Boris Vansier conquiert au fil du temps une forme expressive qui lui permet d’échapper à toutes les contraintes d’une nature par définition tyrannique et autorise toutes les libertés. Les thèmes ne sont ainsi pas des leitmotiv au sens de réminiscences qui structurent l’œuvre mais des ancrages qui lui assurent une corporéité sujette à toutes les quêtes, toutes les audaces et toutes les variations et surtout à l’expression d’un langage pictural totalement autonome. 

## Thèmes
L’œuvre de Boris Vansier s’organise autour d’une dizaine de thèmes qui sont les Gens, les Offrandes, les Jardins d’enfants, Nouveaux Jardins, les Tauromachies, les Fenêtres, les Paysages, les Faux-Tableaux, Mes Picasso, Les Portraits. Ces différents thèmes, loin de se réduire à la définition de leur propre sujet, sont le lieu d’une expression qui les utilise en tant qu’objets servant à l’organisation d’un jeu complexe au sein duquel toute la grammaire picturale du peintre peut donner naissance, au moyen d’un vocabulaire créé de toutes pièces, à des peintures – dans lesquelles interviennent également collages et transferts – dont le recours aux registres de la figuration et de l’abstraction trace une ligne mouvante entre deux mondes qui s’interpénètrent et se renvoient l’un à l’autre. Une manière d’exprimer par les moyens de la peinture l’expression d’une subjectivité hors du temps et des modes, singulière ou, pour reprendre Philippe Sers, « de restituer à la création artistique sa mission fondamentale [...] qui est de dévoiler l’ordre des choses, de constituer le langage suprême, celui qui se substitue aux mots impuissants ».

## Expositions

### Expositions personnelles
1949
- Galerie Kleemann, New York.
- Cercle d'Art Universitaire, Montréal.

1950
- Galerie Martin Gruson, Cannes.
- Galerie Ariel, Paris.

1952
- Galerie Agnès Lefort, Montréal.

1955
- Musée de l'Athénée, Genève.

1956
- Musée de l'Athénée, Genève.

1957
- Galerie de L'Entracte, Lausanne.

1961
- Galerie Beno, Zurich, première exposition de « collages-imprégnés » (transferts).

1963
- Galerie 7, Paris, « Collages-Imprégnés » (transferts).

1964
- Musée de l'Athénée, Genève, « Collages-Imprégnés » (transferts).

1965
- Galerie Iris Clert, Paris, « 30 Portraits du général de Gaulle ».

1966
- Galerie Waddell, New York, « Portraits of Général de Gaulle ».

1967
- Galerie Bonnier, Lausanne, « Jardins d'enfants ».
- Galerie Handschin, Bâle.
- Galerie Iris Clert, Paris, « Offrandes ».

1968
- Musée de l'Athénée, Genève, « Jardins d'enfants ».

1969
- Galerie Iris Clert, Paris, « de Gaulle - 30 ans d'Histoire, 11 ans de Pouvoir ».
- Galerie Engelberts, genève « Offrandes ».
- Galerie Bonnier, Genève, « Faux tableaux ».

1970
- Svensk-Franska Konstgalleriet, Stockholm, « Fönster » (fenêtres).

1971
- Galerie Bonnier, Genève, « Portraits ».

1972
- Galerie Aspects, Bruxelles.
- Galerie Richard Foncke, Gand.

1975
- Galerie Elisabeth Haeger, Göteborg, Suède.
- Musée Jenisch, Vevey, « Boris Vansier dans la collection Ahrenberg ».

1978
- 2e Biennale, Tel-Aviv, exposition personnelle présentée par Olov H. Duhs (Suède), Consulat des Arts La-Garde-Freinet (France).
- Galerie Jade, Colmar.
- Galerie Engelberts, Genève, « Perspectives ».

1980
- Galerie Cour Saint-Pierre, Genève, « Boris Vansier, le peintre de la femme et du portrait ».
- Galerie Iris Clerc, Neuilly-sur-Seine, « Le pape à Neuilly », inauguration de son centre d'Animation et de Recherche Artistique Transcendantale CARAT).

1982
- Galerie D. B. Thorens, Bâle.

1983
- Galerie Cour Saint-Pierre, Genève, « Images ».

1985
- Galerie Bodenschatz, Bâle, « Faux tableaux » et « Jardins d'enfants ».

1986
- Galerie Fischlin, Nyon, « Nouveaux jardins ».

1987
- Galerie Fischlin, Nyon.

1988
- Bayer AG, Kulturableitung Leverkusen, rétrospective.
- Galerie Fischlin, Nyon.

1989
- Galerie Fischlin, Nyon.
- Galerie Hannah Feldmann, Berne.

1990
- Galerie Reymondin, Genève.
- Galerie Fischlin, Genève.

1991
- Galerie Reymondin, Genève, « Mes Picasso ».

1992
- Galerie Kara, Genève, « Janusz Korczak ».

1994
- Galerie Janine Bodenschatz, Bâle.

1995
- Fondation l'Estrée, Ropraz s/Lausanne.

1996
- Banque de Dépôts, Zürich.

1999
- Galerie Fischlin, Nyon, « Œuvres récentes ».

2002
- Galerie Cour Saint-Pierre.

2008
- Centre du Vallon, Saint-Cergue, « Des avant-gardes au XXIe siècle ».

2013
- Espace Murandaz, Nyon « Œuvres récentes ».
- Galerie 1045, Saint-Cergue « Œuvres récentes sur papier ».

### Expositions collectives
1950
- Galerie des Saussaies, Paris.

1951
- Galerie Drouant-David, Paris.
- Galerie Galanis Hentschel, Paris.
- Galerie Denise René, Paris.

1955
- Galerie « 65 », Cannes.
- Galerie des États-Unis, Cannes.
- Galerie Mariani, Cannes.

1957
- Galerie « R.G. », Paris.
- Galerie Iris Clerc, Paris, le « Micro-Salon ».

1960
- Galerie Suffren, Paris.

1961
- American Art Center, Paris, « Les grandes toiles de Montparnasse ».

1963
- Galerie « 7 », Paris, « l’Œil de bœuf » - Cérès Franco.
- Galerie Ursula Girardon, Paris « autour du Jeu ».
- Galerie Emilio Arditti, Paris.

1964
- Galerie Relevo, Rio de Janeiro, « Nouvelle Figuration ».

1967
- Atelier du Rocher, Chexbres, « Aspects, la collection Theodor Ahrenberg ».

1973
- Art 4/73, Bâle, « Éditions Rousseau, Jean Petit ».

1980
- « Migame », Paris (Marché International des Galeries d'Art Moderne et Éditions, la galerie Iris Clert, Paris, et la galerie Bernard Letu, Genève).

### Musées
1952
- Musée des Beaux-Arts, Montréal.

1953
- « Salon du Printemps », Montréal.

1955
- Biennale, Menton.

1959
- Musée d'Art Moderne, Paris, Salon des Comparaisons.

1961
- Salon de Mai, Paris.
- Salon d'Art Sacré, Paris.
- Deuxième Biennale de Paris.
- Salon des Comparaisons, Munich.

1967
- Musée Rath, Genève, « Le visage de l'Homme dans l'Art Contemporain ».

1968
- Konsthall, Lund (Suède), et Musée d'Aarhus, Aarhus (Danemark), « First International Exhibition of Erotic Art » (organisateurs : Ph. et E. Kronhausen).

1969
- Liljevalchs Konsthall, Stockholm, et Kunstmuseum Hambourg, « The 2nd International Exhibition of Erotic Art » (organisateurs : Ph. et E. Kronhausen).

1970 à 1978
- Musée d'Art Érotique, San Francisco (exposition permanente de la collection Kronhausen).

1974
- Villa Ciani, Lugano, « Les d’Après ».

1977
- Musée d'Art Moderne, Düsseldorf, « Collection Theodor Ahrenberg ».

## Acquisitions
- 1950 : Musée d'Art Moderne de Paris.
- 1964 : Musée d'Art et d'Histoire de Genève.
- 1970 : Musée d'Art Érotique de San Francisco.